# Forsvarets spesialkommando
Das Forsvarets Spesialkommando (FSK) ist die Spezialeinheit des Norwegischen Heeres.
Die Einheit wurde 1962 als Hærens Fallskjermjegerskole (HFJS) gegründet und 1968 in Hærens Jegerskole (HJS) umbenannt, und in Trandum bei Jessheim stationiert. Den Namen Hærens Jegerkommando (HJK) erhielt sie 1997.
2006 erfolgte die Umbenennung in Forsvarets Spesialkommando/Hærens Jegerkommando (FSK/HJK), seit 2014 nur noch Forsvarets Spesialkommando (FSK).

## Gliederung
Die Einheit ist in drei Truppenteile untergliedert:
- Fallskjermjeger (deutsch Fallschirmjäger)
- Jegertroppen (deutsch Jägertruppe)
- Spesialjeger (deutsch Spezialjäger)

## Fallskjermjeger
Die Fallschirmjägereinheit ist für Kommandooperationen, auch amphibisch und den Antiterrorkampf vorgesehen, und auf der Militärbasis Rena in Elverum in der Provinz Hedmark stationiert.

## Jegertroppen
Norwegen öffnete bereits Mitte der 1980er Jahre Kampfeinheiten für Frauen und führte im Januar 2015 die allgemeine Wehrpflicht für Frauen ein. Die norwegischen Streitkräfte sollen im Rahmen der Gleichstellung als erklärtes Ziel bis 2020 einen Frauenanteil von 20 % aufweisen. Die norwegischen Streitkräfte sind daher neben der Britischen Armee die ersten Streitkräfte, die in Spezialeinheiten Frauen integrieren.
Jegertroppen ist die Einheitsbezeichnung für die 2014 nur aus Frauen aufgestellte Spezialeinheit des Forsvarets Spezialkommando des norwegischen Heeres, die das FSK durch weibliche Spezialkräfte ergänzt, da insbesondere in Auslandseinsätzen in muslimischen Ländern einige spezielle Aufgaben nur von Frauen wahrgenommen werden können und diese die gleiche Ausbildung wie ihre männlichen Kameraden aufweisen müssen.
Die Einheit hatte in der Planung für die Aufstellung die Bezeichnung „Tundra“. Die Aufstellung begann im März 2013.
Im Juni 2014 begann auf experimenteller Basis der erste Lehrgang mit 317 Bewerberinnen, von denen 88 das Auswahltraining erfolgreich durchliefen, von diesen konnten 20 mit einem Leistungsnachweis die Ausbildung nach 10 Monaten abschließen. Die erste Teileinheit wurde dann aus 13 weiblichen Spezialkräften gebildet. Die Auswahl der Bewerberinnen erfolgt auf Grundlage eines psychologischen und physischen Eignungsprofil.
2015 bewarben sich 196 Soldatinnen, 37 schlossen das Auswahlverfahren erfolgreich ab, 17 Lehrgangsteilnehmerinnen konnten dann die Ausbildung erfolgreich abschließen, von denen 14 in die Jegertroppen versetzt wurden.
2016 bewarben sich 1400 angehende Soldatinnen für die Laufbahn in den Spezialkräften, von denen rund 300 für die Ausbildung zugelassen wurden und zehn die Ausbildung erfolgreich abschließen konnten.
Neben der allgemeinen Gefechts- und Feldausrüstung der norwegischen Streitkräfte verwenden die Spezialkräfte einen Norrøna-Rucksack mit 125 l mit Außentraggestell und Wind-Nässeschutzbekleidung des gleichen Unternehmens im norwegischen Tarndruck. Die Spezialkräfte verwenden, um nicht direkt erkannt zu werden, auch Kampfanzüge mit anderem Tarnmuster. Als Langwaffe kommt das HK 416 zum Einsatz, teilweise mit angebauter HK AG36 Granatpistole sowie das MG 3. Die für Spezialoperationen benutzte Ausrüstung entspricht denen der Fernspäher der Bundeswehr.

### Einsätze
Das Jegerkommando wurde in den Kosovo entsandt und wurde bis Anfang 2014 innerhalb der ISAF für Kommandoaktionen wie Operation Jacana in Afghanistan eingesetzt.